# Gõ kiến mỏ ngà
Campephilus principalis là một loài chim trong họ Picidae.

## Hình ảnh

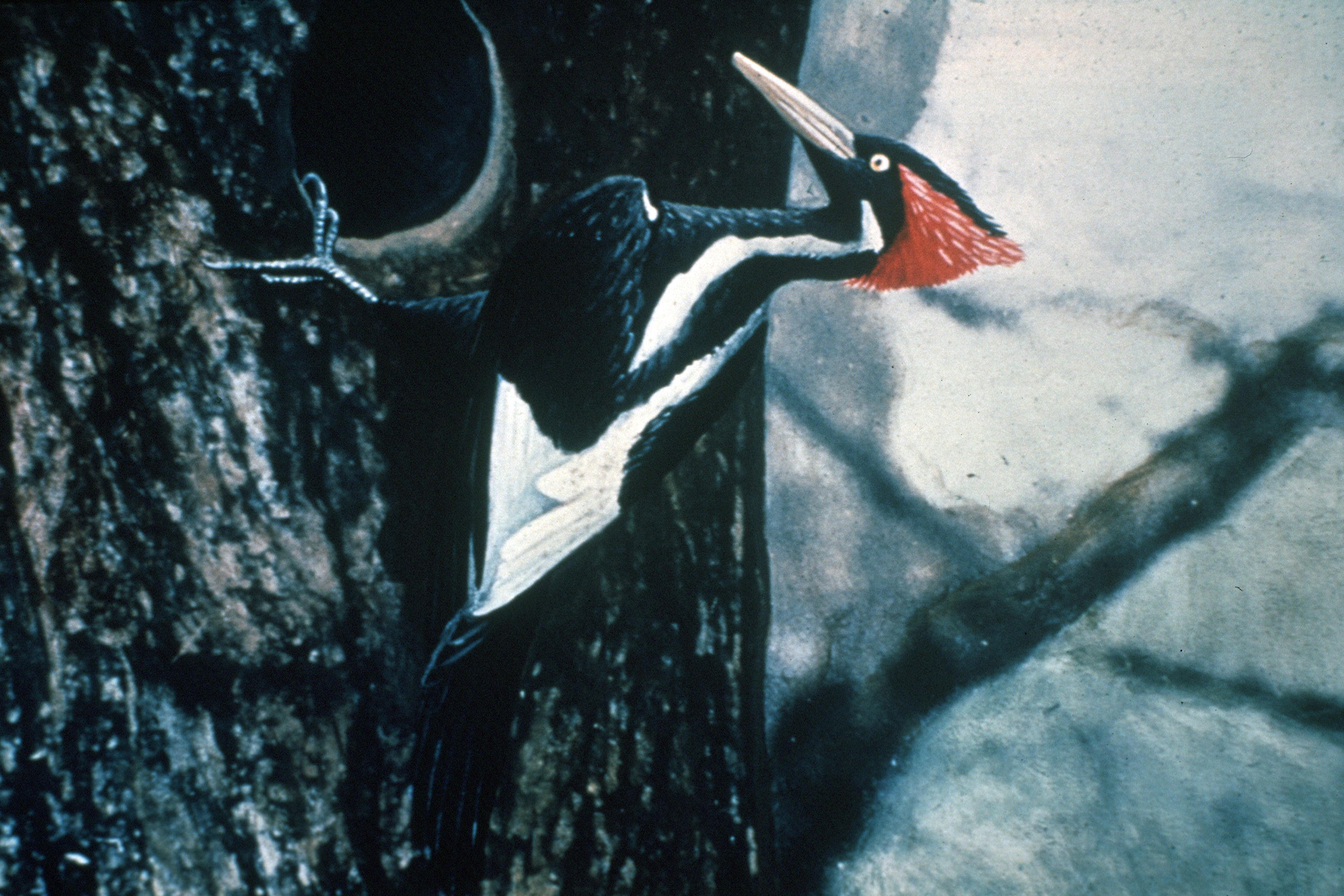
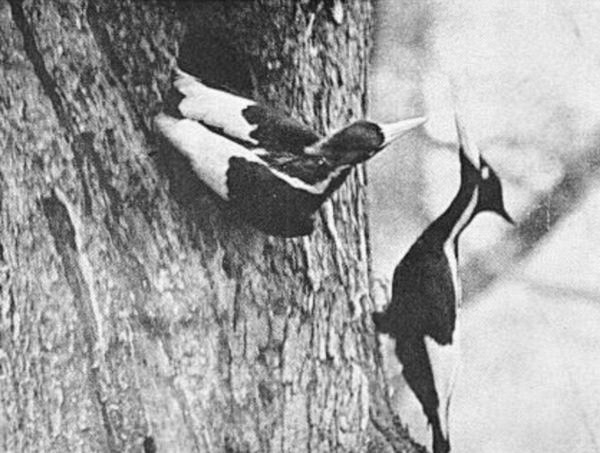
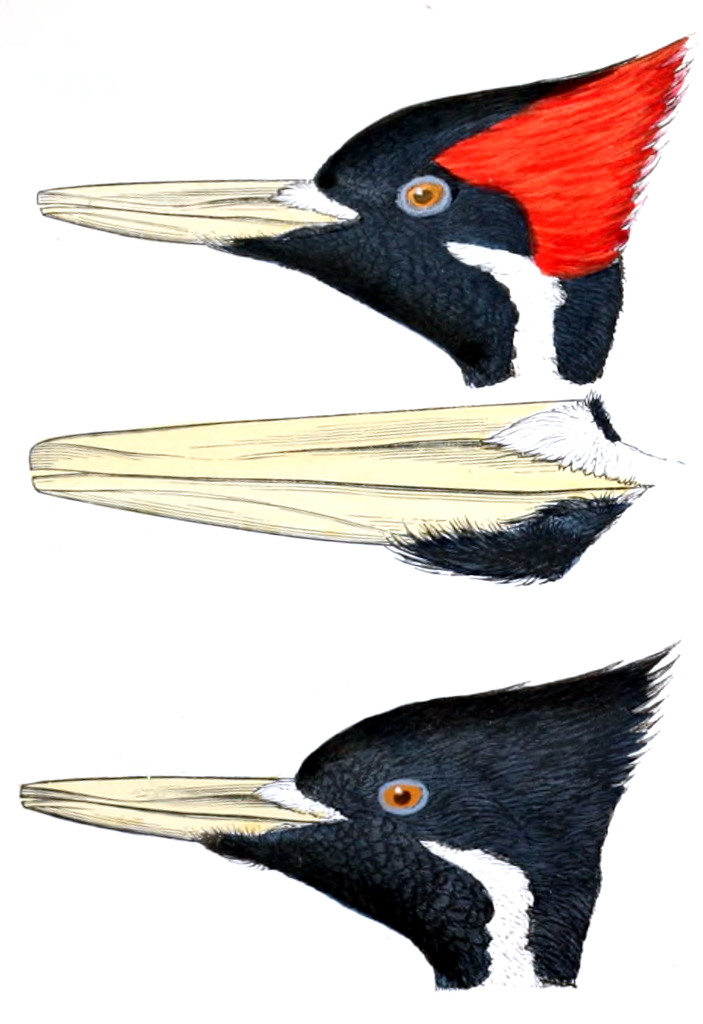
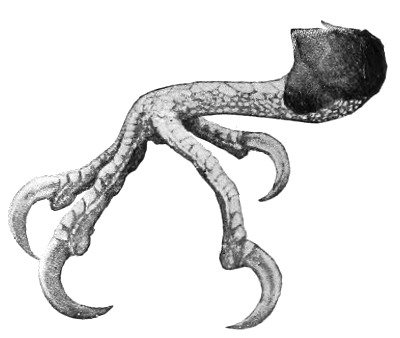